# La fida ninfa
La fida ninfa (deutsch: ‚Die treue Nymphe‘; RV 714) ist eine Opera seria (Originalbezeichnung: „Dramma per musica“) in drei Akten von Antonio Vivaldi (Musik) mit einem Libretto von Scipione Maffei. Die Uraufführung fand am 6. Januar 1732 zur Eröffnung des neuen Theaters der Accademia Filarmonica in Verona statt.

## Handlung

### Inhaltsangabe des Wiener Librettos von 1737
„Osmino, ein Schäffer aus Scyro wurde von dem See-Rauber- und Herrscher in Nasso, eben als er sich zu dem jährlichen Spiel-Fest nacher Lemnus verfügen wolte, gefangen, und zum Sclaven gemacht. Alpheus, und Sylvia als seine Eltern erzeugten nach diesem einen anderen Sohn, den sie zu des verlohrnen Gedächtnüß wiederum Osmino benamseten. Immittelst, als Oralto an dem gefangenen Osmino einen besonderen Geist gewahr nahme, erhube er ihn aus dem Sclaven-Stand zu seinem Günstling, und schließlichen zu seinem ersten Minister. Und gleich wie Oralto eben damals anwiederumen durch das Meer kreutzete, als bekame er auch den Naretes einen alten Schäffer samt dessen zweyen Töchtern Licoris, und Elpina in Scyro gefangen, und führte sie sommentlich mit sich nacher Nasso. Licoris ware eine versprochene Braut des erstern Osmino, bevor selber noch verlohren wurde. Auf was Weise nun der anderte Osmino sich gleichfals in Nasso einfande, und wie diese Verwirrung deren zweyen Osminen entwickelt werde, wird der Leser aus dem Verlauf dieser Verfassung (welche zwar wol einiger massen abgeschnitten, und um nach der alhiesigen Schau-Bühne eingerichtet zu werden, verkürzet worden, wobey man aber doch um sie am wenigsten zu verderben, allen möglichen Fleiß, und Sorgfalt angewendet hat) klar, und am besten abnehmen können.“

### Erster Akt
Bewaldete Hügel mit Blick auf eine Seite von Oraltos Palast
Szene 1. Oralto, ein Pirat und zugleich Herrscher über die Insel Naxos, ernennt seinen ehemaligen Sklaven Morasto zu seinem Statthalter. Morasto schwört ihm aus Dank ewige Treue. Oralto erzählt ihm von der Beute seines letzten Raubzugs: er hat auf Skyros zwei schöne junge Mädchen (Licori und Elpina) und ihren Vater (Narete) gefangen genommen. Die beiden Mädchen genießen auf Naxos einige Freiheiten, und die ältere (Licori) hat bereits Oraltos Herz erobert. Er bittet Morasto, sich auf einen bevorstehenden Kampf vorzubereiten, und preist die Macht, die man durch eigene Stärke erhalten kann (Arie Oralto: „Chi dal Cielo ò dalla sorte“).
Szene 2. Nach der Erwähnung der Insel Skyros macht sich bei Morasto Heimweh bemerkbar. Er will die neuen Sklaven nach seinen dort lebenden Eltern und seiner einstigen Geliebten fragen (Arie Morasto: „Dolce fiamma del mio petto“)
Szene 3. Der ebenfalls nach Naxos verschleppte Schäfer Osmino flirtet mit Elpina (Duett Elpina, Osmino: „Dimmi pastore / Ninfa mi spiega“).
Szene 4. Licori kann ihr neues Leben in der Fremde kaum ertragen (Aria breve Licori: „Selve annose erme foreste“). Sie gesteht ihrem Vater, dass Oraltos Annäherungsversuche sie ängstigen. Narete rät ihr, ihn vorsichtig abzuwehren, aber nicht zu provozieren.
Szene 5. Morasto erkennt in Licori und Narete seine ehemalige Geliebte und deren Vater. Die beiden ziehen sich bei seinem Nahen zurück, da sie ihn aufgrund seines veränderten Äußeren nicht wiedererkennen.
Szene 6. Elpina hat mehr Vertrauen zu Morasto. Er versichert ihr, dass er den Einwohnern Skyros’ wohlgesonnen sei, und fragt sie nach seinen Eltern Alfeo und Silvia. Elpina teilt ihm mit, dass die beiden noch leben, aber um ihre beiden verschollenen Söhne trauern. Der ältere, der mit ihrer Schwester verlobte Osmino, sei von thrakischen Soldaten entführt worden. Der andere wurde vermutlich als Kleinkind von Wölfen gefressen. Man habe nur seine zerrissene Kleidung in einer Blutpfütze gefunden. Morasto zieht sich schnell zurück, da er seine Erschütterung nicht länger verbergen kann.
Szene 7. Elpina wundert sich über Morastos plötzlichen Abgang. Sie sehnt sich nach ihrem Geliebten (Arie Elpina: „Aure lievi, che spirate“).
Szene 8. Osmino versichert der misstrauischen Licori, dass er sie nicht verführen, sondern sich lediglich freundlich mit ihr unterhalten wolle.
Szene 9. Elpina beobachtet die beiden und wird eifersüchtig auf ihre Schwester. Diese meint, dass es keine gute Idee sei, den Schmerz eines schweren Schicksals durch Liebesschmerz zu ersetzen (Arie Licori: „Alma opressa dà sorte crudele“).
Szene 10. Oralto bittet Morasto, sich bei Licori für ihn einzusetzen und sie an seine Macht zu erinnern. Morasto weist ihn darauf hin, dass eine Schäferin sanft behandelt werden müsse und keine Grausamkeit verdiene. Dennoch setzt Oralto auf Gewalt, um ihre Gunst zu erzwingen (Arie Oralto: „Cor ritroso che non consente“).
Szene 11. Morasto sieht in diesem Auftrag immerhin eine Gelegenheit, mit seiner einstigen Geliebten zu sprechen, ohne Verdacht zu erregen. Er will wissen, ob sie noch immer Gefühle für ihn hat (Aria breve Morasto: „Dimmi amore“).
Szene 12. Narete erzählt seinen Töchtern, dass er in den Bäumen des Waldes die ineinander verschlungenen Namen Licori und Osmino sowie das Wort Skyros eingeritzt gefunden habe. Das ruft ihnen Licoris frühere Verlobung in ihrer Heimat wieder ins Gedächtnis. Narete fordert sie auf, die Göttin Juno um Beistand zu bitten (Terzett Licori, Elpina, Narete: „S’egli è ver che la sua rota“).
Den Abschluss des ersten Akts bildet ein Ballett von Hirten und Schäferinnen, die von den Felsen herabsteigen.

### Zweiter Akt
Meereshafen
Szene 1. Als Morasto mit Licori über Oraltos Verlangen spricht, zeigt sich Licori standhaft. Sie werde niemals unter Zwang einem Mann nachgeben, sondern sich eher ins Meer stürzen. Auch einen sanfteren Mann werde sie niemals lieben können, da sie ihrem ersten Geliebten treu bleiben wolle (Arie Licori: „Il mio core à chi lo diede“).
Szene 2. Osmino versichert der zweifelnden Elpina, dass sich seine Gefühle für sie nicht geändert haben (Aria breve Elpina: „Egli è vano il dirmi ognora“). Er erzählt ihr, dass auch er aus Skyros stamme, aber früh von seiner Familie getrennt wurde. Der Name seiner Mutter sei Silvia gewesen. Elpina glaubt nun, er sei Licoris früherer Verlobter. Sie eilt fort, um den anderen davon zu berichten. Allein zurückgeblieben, erkennt Osmino, dass er jetzt Liebe zu Licori empfindet (Arie Osmino: „Ah che non posso nò lasciar d’amare“).
Szene 3. Narete erzählt Oralto von seinen großen Reichtümern auf Skyros und verspricht ihm Lösegeld für ihre Freilassung (Arie Narete: „Deh ti piega deh consenti“).
Szene 4. Licori ist begeistert, ihren einstigen Geliebten Osmino wiederzufinden (Arie Licori: „Amor mio la cruda sorte“).
Szene 5. Obwohl Osmino nicht versteht, warum Licori von „alter Liebe“ spricht, will er mitspielen.
Szene 6. Oralto teilt Morasto mit, dass er die Gefangenen dem Sultan schenken wolle, da seine Bemühungen um Licori erfolglos waren (Arie Oralto: „Ami la donna imbelle“).
Szene 7. Morasto, der Licori schnellstens in Sicherheit bringen will, gesteht ihr seine Liebe. Zu seiner Überraschung weist sie ihn zurück, bevor er Gelegenheit findet, ihr seine Identität zu offenbaren.
Szene 8. Kurz darauf muss Morasto mitanhören, wie Licori für Osmino Liebesworte findet.
Szene 9. Osmino bestätigt Morasto, dass er sich verliebt habe (Arie Osmino: „Qual serpe tortuosa“).
Szene 10. Morasto verzweifelt an seinem Schicksal (Arie Morasto: „Destin avaro“).
Szene 11. Narete beklagt, dass er seine Heimat wohl nie wiedersehen wird (Arie Narete: „Non tempesta che gl’alberi sfronda“).
Szene 12. Osmino bittet Morasto um Hilfe bei der Rettung der Mädchen. Der leidet jedoch noch immer unter Licoris Zurückweisung. Auch Elpina ist eifersüchtig auf ihre Schwester. Licori versteht gar nichts mehr und vermutet plötzlich eine Intrige Elpinas und Morastos (Quartett Licori, Morasto, Elpina, Osmino: „Cosi sù fl’occhi miei“).
Den Abschluss des zweiten Akts bildet ein Ballett von Seeleuten, die von Bord ihrer Schiffe gehen.

### Dritter Akt
Blühende Natur
Szene 1. Während Licori in ihrer jetzigen Stimmung sogar die Blumen zuwider sind und Naretes Gedanken nur der verlorenen Heimat gelten, will Elpina die Natur genießen (Arie Elpina: „Cerva che al Monte“).
Szene 2. Plötzlich erscheint Oralto und schickt Narete und Elpina mit groben Worten fort.
Szene 3. Oralto unternimmt einen letzten Versuch, Licori für sich zu gewinnen (Aria breve Oralto: „Ben talor meco m’adiro“), verspricht ihr gar die Ehe und weist schließlich darauf hin, dass sie seine Sklavin sei und er völlige Macht über sie habe. Dennoch bleibt sie standhaft in ihrer Ablehnung.
Szene 4. Morasto greift gerade rechtzeitig ein, um Schlimmeres zu verhindern. Er ruft Oralto mit der Nachricht über eine mögliche reiche Beute fort.
Szene 5. Elpina und Narete kehren zurück, und die beiden Mädchen verstecken sich sicherheitshalber in einer Höhle (Aria breve Licori: „Vado si dove à te piace“).
Szene 6. Nach Oraltos Abreise wird Morasto freie Hand auf der Insel haben. Trotz seiner Enttäuschung beschließt er, die Mädchen und ihren Vater samt Licoris Geliebtem zurück in ihre Heimat zu schicken. Er selbst will alleine in die andere Richtung reisen und an einem zufälligen Ort sein Leben in Schmerz und Wut verbringen (Arie Morasto: „Vanne ingrata e per vendetta“).
Szene 7. Osmino und Narete befürchten, dass Oralto sie alle wie Vieh verkaufen wird. Osmino verspricht, Licori vor der Höhle mit seinem Leben zu verteidigen (Aria breve a due Narete, Osmino: „Pan ch’ognun venera“).
Szene 8. Elpina kehrt von der Höhle zurück. Sie erzählt den anderen lachend, dass Licori dort in eine Pfütze gefallen sei, und zeigt ihnen ihren völlig durchnässten Schleier.
Szene 9. Vor seiner Abreise übergibt Oralto wie erwartet Morasto das Kommando über die Insel. Allerdings will er Licori mitnehmen. Narete behauptet daraufhin, sie habe sich im Meer ertränkt, und zeigt ihm als Beweis das nasse Kleidungsstück. Oralto zieht sich trauernd zurück (Arie Oralto: „Perdo Ninfa ch’era una Dea“).
Szene 10. Morasto will von den anderen wissen, ob Licori wirklich tot ist (Arioso Morasto: „Dite oimè! ditelo al fine“).
Szene 11. Nachdem der Pirat fortgesegelt ist, hofft die Familie auf die Großzügigkeit Morastos, den sie einladen, mit nach Skyros zu kommen (Arie Elpina: „Cento donzelle festose e belle“). Da auch Licori wieder unversehrt auftaucht, ist Morasto einverstanden. Er ist auch bereit, ihren Geliebten mitzunehmen. Dann offenbart er ihr, dass sein wahrer Name nicht Morasto ist, sondern Osmino. Er selbst war ihr einstiger Verlobter. Er will daher, nachdem er sie auf Skyros abgesetzt hat, sofort wieder abreisen (Arie Morasto: „Tra inospite rupi“). Licori erklärt, dass sie ihm immer treu bleiben wollte. Sie habe sich nur auf den anderen Mann eingelassen, weil sie glaubte, er sei Osmino. Dieser versichert, dass er nicht gelogen habe. Sein Name sei wirklich Osmino und er sei als kleines Kind von Piraten aus Skyros entführt worden. Jetzt erkennt Narete die Zusammenhänge: Der erste Osmino, Licoris Verlobter, wurde von Thrakiern aus Lemnos verschleppt. Aus Trauer haben seine Eltern daraufhin seinen kleinen Bruder Tirsi in Osmino umbenannt, bevor er von Piraten geraubt wurde. Licori ist erleichtert (Aria breve Licori: „Dalla gioia, e dall’amore“). Ihre Treue selbst hat sie untreu gemacht. Morasto erklärt noch, dass er seinen neuen Namen von den Thrakiern erhalten habe. Alle sind glücklich. Da bemerkt Elpina einen aufziehenden Sturm. Gemeinsam bitten sie die Göttin Juno um Schutz („Te invochiamo, o Giunone, a te nel tempio“) und reisen ab.
Düsterer und furchteinflößender Berg mit einem verschlossenen Höhleneingang
Nach einer einleitenden Sinfonie (Tempesta di mare) erscheint Juno, auf Wolken sitzend und begleitet von Brisen. Sie verspricht ihren treuen Anhängern eine sichere Heimreise (Aria breve Giunone: „Da gl’egri mortali“). Der Höhleneingang öffnet sich und zeigt den Palast des Windgottes Eolo. Dieser befindet sich am hintersten Ende und ist umgeben von einer großen Anzahl grauenvoller und hässlicher Winde. Er kommt bei den Klängen einer „bizarren Sinfonia“ nach vorne. Juno bittet ihn, seine Stürme so lange zurückzuhalten, bis ihre Schützlinge sicher ihren Zielort erreicht haben (Accompagnato Giunone: „Amico Nume, che seben sotterra“). Eolo ist einverstanden (Accompagnato Eolo: „O’ del Supremo Giove“) und befiehlt seinen Winden, ihr Treiben einzustellen (Aria breve Eolo: „Spirti indomabili“). Er sperrt die furchterregenden Winde in zwei große Höhlen an den Seiten der Bühne und lässt an ihrer Stelle sanftere Winde heraus, die auf die Wolken klettern und ein Menuett tanzen. Juno dankt Eolo und verheißt, dass seine edle Tat viele Jahre später auf einer italienischen Opernbühne erzählt werden werde. Er möge an diesem Tag den lieblichen Zephyr walten lassen. Eolo verspricht ihr dies (Eolo/Chor: „Non temer che splenderà“). Zum Abschluss weist Giunone darauf hin, dass dies nicht für unwürdige Diener der Liebe gelte, denn diese tragen Stürme in ihren Herzen (Giunone/Chor: „Ma giovar questo non può“).

## Gestaltung
La fida ninfa gilt als eine von Vivaldis unproblematischsten Opern. Sie enthält neben den üblichen da-capo-Abtrittsarien der Opera seria viele kurze Arien und Orchesterstücke sowie einige Ensemblestücke von ungewöhnlich hoher künstlerischer Qualität. Ein Beispiel für das hohe Niveau der Arien ist die Metapher-Arie des Osmino „Qual serpe tortuosa“ (II:9), die plastisch abbildet, wie sich die im Text beschriebene Schlange um einen Baumstamm windet. Auch technisch sind die Arien dieser Oper höchst anspruchsvoll.
Das Libretto kombiniert heroische und pastorale Elemente. Außerdem trägt es Züge einer Rettungsoper wie Mozarts Entführung aus dem Serail. Die Handlung ist rein fiktional. Auf eine vorangestellte Inhaltsangabe oder Vorgeschichte wurde bei der Uraufführungsproduktion verzichtet. Letztere wird schrittweise im Verlauf der Handlung offenbart. Die endgültige Aufklärung des Schicksals der beiden Osmino-Brüder erfolgt ähnlich wie in Sophokles’ Oedipus in den Dialogen.:488f
Ungewöhnlich ist die unterbrochene Verbindung der Szenen. Üblicherweise bleiben nach einer Abtrittsarie die übrigen Personen auf der Bühne, wodurch sich ein kontinuierlicher Zusammenhang ergibt. In diesem Libretto jedoch verlassen häufig auch die Dialogpartner die Szene. Das ständige Kommen und Gehen wirkt gelegentlich unmotiviert. In I:7 beispielsweise sehnt sich Elpina nach Osmino und verlässt die Bühne. Osmino erscheint unmittelbar danach mit Licori. Elpina kehrt sogleich wieder zurück und wird eifersüchtig.:490f

### Orchester
Das Instrumentalensemble der Oper besteht aus zwei Flöten, Trompete, zwei Hörnern, Pauken („Tamburi“), Streichern und Basso continuo.

### Musiknummern
Die Oper enthält die folgenden Musiknummern:
Erster Akt
- Szene 1. Rezitativ: „Qual mai, Signor, degno compenso“
  - Arie (Oralto): „Chi dal Cielo ò dalla sorte“ – Allegro (D-Dur); für Trompete, „tamburi“, Streicher und Basso continuo
- Szene 2. Rezitativ: „O’ mia diletta Sciro“
  - Arie (Morasto): „Dolce fiamma del mio petto“ – Larghetto (B-Dur); für Streicher und Basso continuo
- Szene 3. Rezitativ: „Ciò ch’io ti dico è vero“
  - Duett (Elpina, Osmino): „Dimmi pastore / Ninfa mi spiega“ – Allegro non molto (F-Dur); für Streicher und Basso continuo
- Szene 4. Aria breve (Licori): „Selve annose erme foreste“ – … (C-Dur); für Streicher und Basso continuo
  - Rezitativ: „Questo dunque; e il gioir“
- Szene 5. Rezitativ: „Eccogli al fine. O Ciel!“
- Szene 6. Rezitativ: „Deh come volontier ciò che di noi“
- Szene 7. Rezitativ: „Egli sen và senza pur dirmi Addio“
  - Arie (Elpina): „Aure lievi, che spirate“ – Andante molto (G-Dur); für Violinen I/II, Viola und Basso continuo; vgl. L’olimpiade RV 725 III:4
- Szene 8. Rezitativ: „Troppo disconverebbe à volto sì gentil“
- Szene 9. Rezitativ: „O ecco ch’egli è pur quì“
  - Arie (Licori): „Alma opressa dà sorte crudele“ – Allegro (e-Moll); für Streicher und Basso continuo
- Szene 10. Rezitativ: „Odi Morasto, à colei vanne, e dille“
  - Arie (Oralto): „Cor ritroso che non consente“ – Allegro (c-Moll); für Violinen I/II, Viola und Basso continuo; vgl. L’olimpiade RV 725 III:2
- Szene 11. Rezitativ: „In cor villano amore non amor“
  - Aria breve (Morasto): „Dimmi amore“ – Allegro (A-Dur); für Streicher und Basso continuo
- Szene 12. Rezitativ: „Vieni, gran meraviglia debbo narrarti“
  - Terzett (Licori, Elpina, Narete): „S’egli è ver che la sua rota“ – Allegro (F-Dur); für Streicher und Basso continuo; vgl. Confitebor tibi Domine RV 596.6

Zweiter Akt
- Szene 1. Rezitativ: „Leggiadra Ninfa, Oralto mio Signore“
  - Arie (Licori): „Il mio core à chi lo diede“ – Andante molto (F-Dur); für Streicher und Basso continuo
- Szene 2. Rezitativ: „Si di legger t’adiri?“
  - Aria breve (Elpina): „Egli è vano il dirmi ognora“ – Allegro (A-Dur); für Streicher und Basso continuo
  - Rezitativ: „Ma una parola, che t’usci pur dianzi“
  - Arie (Osmino): „Ah che non posso nò lasciar d’amare“ [Libretto: „Ah ch’io non posso“] – Larghetto (g-Moll); für Streicher und Basso continuo; vgl. Orlando furioso RV 728 III:5 und L’Atenaide RV 702b I:7; vermutlich nach einer älteren Vorlage[4]:501
- Szene 3. Rezitativ: „Deh s’egli è vero Oralto ch’un valoroso cor“
  - Arie (Narete): „Deh ti piega deh consenti“ – Andante molto (G-Dur) / Adagio; für Streicher und Basso continuo
- Szene 4. Rezitativ: „O’ fortunata Schiavitù!“
  - Arie (Licori): „Amor mio la cruda sorte“ – Andante molto (c-Moll); für Violinen I/II, Viola und basse ohne Cembalo
- Szene 5. Rezitativ: „Che nuova scena è questa?“
- Szene 6. Rezitativ: „Io pensar ben potea, che inutil fosse“
  - Arie (Oralto): „Ami la donna imbelle“ – … (D-Dur); für Streicher und Basso continuo
- Szene 7. Rezitativ: „Mio cor non è più tempo“
- Szene 8. Rezitativ: „Mio ben godi tu forse di star lungi dà me“
- Szene 9. Rezitativ: „Qual freddo gelo il sen m’opprime“
  - Arie (Osmino): „Qual serpe tortuosa“ – Allegro molto (G-Dur); für Violinen I/II, Viola/Basso continuo, Streicher und Basso continuo; vgl. L’olimpiade RV 725 II:7
- Szene 10. Rezitativ: „Destin nemico sei tu sazio ancora?“
  - Arie (Morasto): „Destin avaro“ – Allegro (B-Dur); für Streicher und Basso continuo
- Szene 11. Rezitativ: „Addio mia bella Sciro“
  - Arie (Narete): „Non tempesta che gl’alberi sfronda“ – Allegro (C-Dur); für Streicher und Basso continuo
- Szene 12. Rezitativ: „Mira, ò Morasto queste afflitte Ninfe“
  - Quartett (Licori, Morasto, Elpina, Osmino): „Cosi sù fl’occhi miei“ – Allegro (G-Dur); für Streicher und Basso continuo

Dritter Akt
- Szene 1. Rezitativ: „Or vedi tu Licori, s’anche qui ci son fiori?“
  - Arie (Elpina): „Cerva che al Monte“ – Allegro (Es-Dur); für Streicher und Basso continuo
- Szene 2. Rezitativ: „Olà; frà voi raccolti che machinate?“
- Szene 3. Rezitativ: „Ninfa, ben dir poss’io“
  - Aria breve (Oralto): „Ben talor meco m’adiro“ – Allegro (G-Dur); für Violinen I/II, Viola/Basso continuo
  - Rezitativ: „Però se à tua ventura“
- Szene 4. Rezitativ: „A’ tempo per certo giunsi“
- Szene 5. Rezitativ: „Pur ti lasciò colui, che più del Lupo“
  - Aria breve (Licori): „Vado si dove à te piace“ – Allegro (F-Dur) / Adagio / Allegro; für Violinen I/II, Viola/Basso continuo
- Szene 6. Rezitativ: „Dal Tiranno di Parmo chiamato Oralto“
  - Arie (Morasto): „Vanne ingrata e per vendetta“ – Allegro (D-Dur); für Streicher und Basso continuo
- Szene 7. Rezitativ: „Questo clamor di Marinari“
  - Aria breve a due (Narete, Osmino): „Pan ch’ognun venera“ – Andante ma non molto (F-Dur); für Streicher und Basso continuo
  - [Arie (Osmino): „Nel profondo cieco mondo“ – Allegro (G-Dur); nicht im Libretto; vermutlich als Alternative für das vorangehende Duett von einem Kopisten eingefügt; nicht mit Text unterlegt; aus Orlando furioso RV 728 oder L’Atenaide RV 702b][4]:500
- Szene 8. Rezitativ: „Padre nel tenebroso orrido speco“
- Szene 9. Rezitativ: „Morasto io parto; il collegato Alconte“
  - Arie (Oralto): „Perdo Ninfa ch’era una Dea“ – Larghetto (F-Dur); für Streicher und Basso continuo
- Szene 10. Rezitativ: „Dite Elpina, Narete, l’amaro caso è vero?“
  - Arioso (Morasto): „Dite oimè! ditelo al fine“ – Largo (g-Moll); für Basso continuo
- Szene 11. Rezitativ: „Grazie, o Padre, a gli Dei“
  - Arie (Elpina): „Cento donzelle festose e belle“ – Allegro (D-Dur); für zwei Flöten, Streicher und Basso continuo
  - Rezitativ: „Deh fà che tu ti pieghi“
  - Arie (Morasto): „Tra inospite rupi“ – Allegro molto più che si può (F-Dur); für Streicher und Basso continuo
  - Rezitativ: „Ciel tu m’assisti: al solo Osmino“
  - Aria breve (Licori): „Dalla gioia, e dall’amore“ – … (e-Moll); für Violinen I/II, Viola und Basso continuo
  - Rezitativ: „Cosi dà morte à vita“
  - unbezeichneter Satz [Libretto: à 5] (SATB): „Te invochiamo, o Giunone, a te nel tempio“ – Allegro ma poco (D-Dur); für Streicher und Basso continuo
  - Tempesta di mare. Sinfonia – Allegro molto (F-Dur) / Presto; für zwei Hörner, Streicher und Basso continuo
  - Aria breve (Giunone): „Da gl’egri mortali“ – Allegro (D-Dur); für Streicher und Basso continuo
  - Rezitativ: „Però ad Eolo nè vengo“
  - Sinfonia – Allegro (C-Dur); für Streicher und Basso continuo
  - Accompagnato-Rezitativ (Giunone): „Amico Nume, che seben sotterra“ – für Streicher und Basso continuo
  - Accompagnato-Rezitativ (Eolo): „O’ del Supremo Giove“ – für Streicher und Basso continuo
  - Aria breve (Eolo): „Spirti indomabili“ – Presto (F-Dur); für Violinen I/II, Viola/Basso continuo
  - Rezitativ: „E perche lieti alla bramata Riva“
  - Menuett – … (A-Dur); für Streicher und Basso continuo; vgl. Farnace RV 711d II:10
  - Rezitativ: „Molto ti debbo, ò Rè, mà nuova gratia“
  - unbezeichnete Sätze
    - instrumentale Einleitung (vermutlich nachträglich ergänzt) – … (D-Dur); für Streicher und Basso continuo
    - (Eolo): „Non temer che splenderà“ – … (D-Dur); für Streicher und Basso continuo
    - (SATB): „Non temer che splenderà“ – … (D-Dur); für zwei Trompeten, „tamburi“, Streicher und Basso continuo
    - (Giunone): „Ma giovar questo non può“ – … (D-Dur); für Streicher und Basso continuo
    - (SATB): „Ma giovar questo non può“ – … (D-Dur); für zwei Trompeten, „tamburi“, Streicher und Basso continuo

## Werkgeschichte
Antonio Vivaldi komponierte seine Oper La fida ninfa anlässlich der Eröffnung des neuen Theaters der Accademia Filarmonica in Verona. Das Libretto stammt von dem Historiker und Dichter Scipione Maffei, einem der Protagonisten der Accademia Filarmonica, der sich als Reformer des italienischen Theaters einen Namen machte.:483 Es basiert auf einem Schauspiel, das dieser schon 1694 im Alter von neunzehn Jahren geschrieben:489 und bereits zwei Mal für die Musikbühne bearbeitet hatte, zuerst aus eigenem Antrieb, dann für eine 1714:489 geplante, aber nicht realisierte Singspiel-Produktion einer Gruppe befreundeter Adliger. Anschließend wurde der Text unter dem Titel Sciro fuor di Sciro (‚Skyros außerhalb von Skyros‘) mit zwei besonderen Widmungen an Kaiser Karl VI. geschickt.:489

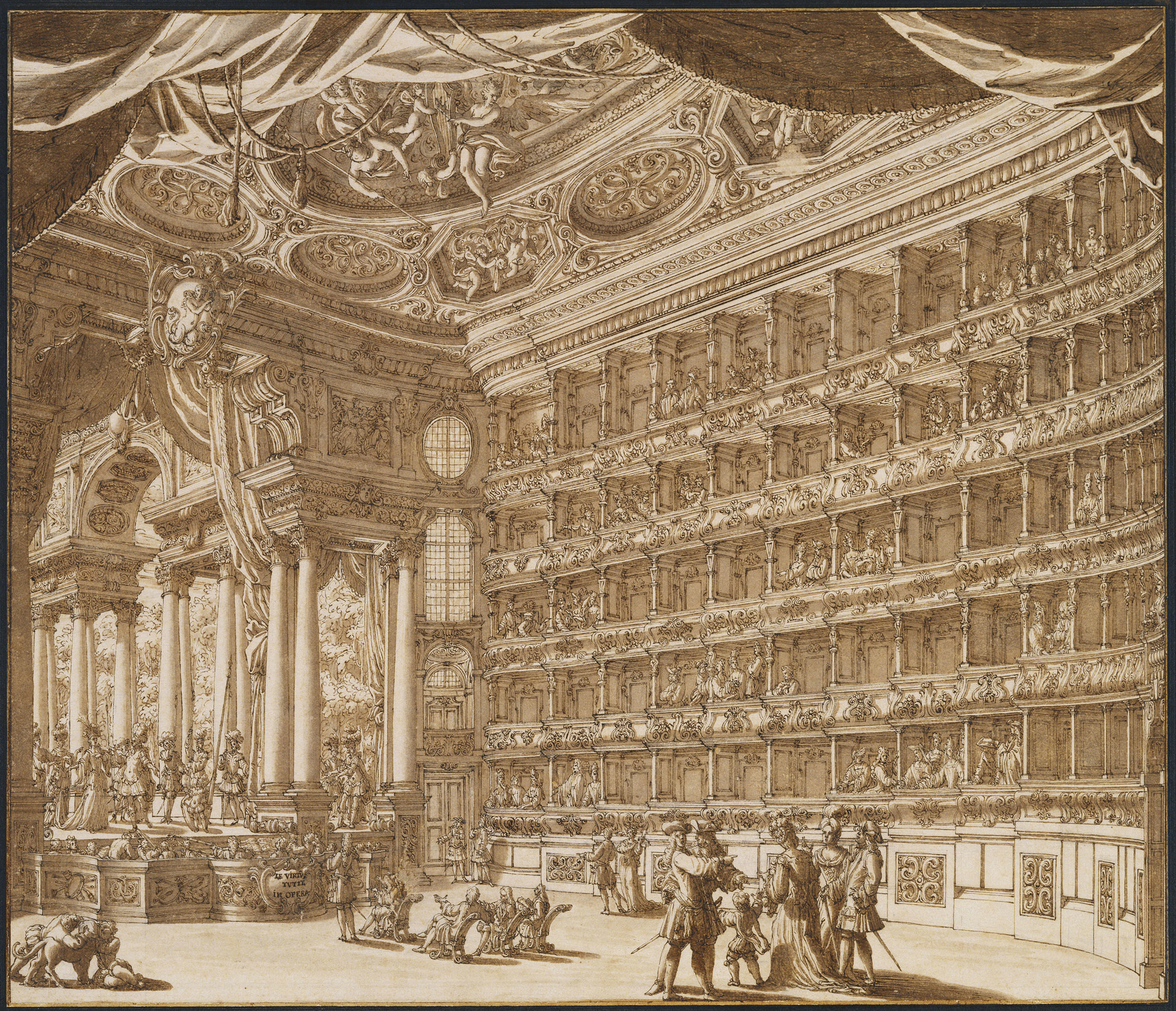
Francesco Galli da Bibiena und Giuseppe Chamant: Auditorium und Bühne des Teatro Filarmonico, um 1729

In den 1720er Jahren setzte sich Maffei an der Spitze einer Bürgerinitiative für einen Neubau des Theaters in Verona ein. Für die Einrichtung des Opernbetriebs wurden vier Impresarios („fabbricieri“) ernannt. Außerdem bemühte man sich um renommierte Künstler wie die Sängerin Faustina Bordoni und den Kastraten Francesco Bilanzoni. Als Architekten und Bühnenbildner gewann man Francesco Galli da Bibiena. Die Gesamtkosten wurden im November 1729 auf 19.000 Dukaten geschätzt. Vermutlich aus Kostengründen wählte man für die Eröffnungsoper ein mehr pastorales als heroisches Sujet. Als Komponist war ursprünglich Giuseppe Maria Orlandini vorgesehen, der hierfür in Maffeis Palast einzog. Die für Mai 1730 vorgesehene Uraufführung musste allerdings aus militärischen Gründen verschoben werden, da Verona zu diesem Zeitpunkt Durchzugsort der in Italien operierenden kaiserlichen Truppen war. Ein weiterer Grund für das Verbot mag darin gelegen haben, dass die venezianische Verwaltung befürchtete, in Verona könnte durch den Kreis der Accademia eine prokaiserliche Stimmung gestärkt werden. Das vom Podestà Vincenzo Gradenigo ausgesprochene Aufführungsverbot wurde erst am 10. November 1731 aufgehoben. Da Orlandini zu diesem Zeitpunkt nicht mehr zur Verfügung stand, wurde kurzfristig Vivaldi mit der Komposition beauftragt. Das Libretto war bereits 1730 zusammen mit anderen Werken Maffeis und einem Vorwort seines Freundes Giulio Cesare Becelli unter dem Titel Teatro, cioè la Tragedia la Comedia e it Drama non più stampato im Druck erschienen.:483ff Es enthielt einige alternative Arientexte, unter denen der jeweilige Komponist wählen durfte. Becelli rechtfertigte hier auch Matteis Entscheidung für optionale kurze Arien inmitten der einzelnen Szenen. Außerdem empfahl er für das allegorische Terzett „S’egli è ver che la sua rota“ (I:12) eine Fuge und für eine ebenfalls optional enthaltene Kammerkantate im dritten Akt den Einsatz eines ungewöhnlichen Instruments.:489f
Für nur zwei Arien wird angenommen, dass Vivaldi sie aus anderen Werken übernahm: Osminos „Ah che non posso“ (II:2) und eine nicht im Libretto enthaltene und in der Partitur nicht mit Text unterlegte Fassung von „Nel profondo cieco mondo“, die vermutlich als Alternative für das Duett „Pan ch’ognun venera“ (III:7) von einem Kopisten eingefügt wurde. Dies ist besonders bemerkenswert, da Vivaldi vermutlich weniger als zwei Monate Zeit für die Komposition hatte. Drei Arien setzte er später auch in L’olimpiade ein.:501
Die Uraufführung fand schließlich am 6. Januar 1732 statt. Die von den Mitgliedern der Accademia Filarmonica unterzeichnete Widmung im Libretto gilt Daria Soranza Grandeniga, der Ehefrau des Podestà. Das Orchester bestand aus auswärtigen Instrumentalisten und kurzfristig engagierten Sängern, da die ursprünglich vorgesehenen Darsteller nicht mehr zur Verfügung standen.:485 Laut Angabe im Libretto sangen Giovanna Gasparini (Licori), Girolama Valsecchi Madonis (Elpina), Francesco Venturini (Oralto), Giuseppe Valentini (Morasto), Stefano Pasi (Osmino) und Ottavio Sinco (Narete). Die Choreografie der Tänze stammte von Andrea Catani:486 Die Gazzetta di Mantova äußerte sich lobend über die Produktion.:485
Eine deutsche Übersetzung des Librettos von Jacob von Staehlin erschien 1734 unter dem Titel Die treue Schäferin Licoris in Leipzig.
Zur Feier der Geburt der ersten Tochter Maria Theresias, Maria Elisabeth, am 5. Februar 1737 wurde das Werk unter dem Titel Il giorno felice (deutscher Titel des zweisprachigen Librettos: Der glückseelige Tage) am Theater am Kärntnertor in Wien gespielt – ungewöhnlicherweise nicht am Hoftheater. Der Herausgeber entschuldigte sich im Vorwort dafür, dass Kürzungen vorgenommen wurden, diese aber mit großer Sorgfalt geschehen seien. Dies zeugt von dem großen Respekt, den man dem Librettisten Maffei entgegenbrachte. Die Texte der Rezitative wurden fast unverändert beibehalten. Von den 25 Arientexten stammen 7 aus der Urfassung der Oper. Dabei handelt es sich mit großer Wahrscheinlichkeit um Vivaldis Musik, da keine anderen Vertonungen dieser Texte bekannt sind. Die übrigen Arien wurden offenbar, wie an diesem Theater üblich, nach Art eines Pasticcios anderen Werken entnommen. Die mythologische Schlussszene wurde zum Ruhm des Hauses Habsburg erweitert.:504f Es handelt sich um die erste Aufführung einer Oper Vivaldis in Wien.
Die Partitur ist abgesehen von der einleitenden Sinfonia vollständig als Autograph erhalten (I-Tn, Giordano 39bis, fols 155–298). Außerdem finden sich neun Musiknummern als Manuskript in der Ariensammlung des von Vivaldi selbst zusammengestellten „Dresden Pasticcio“ (D-Dl, 2389/J/1):493
1958 leitete Angelo Ephrikian eine Aufführung im Théâtre des Champs-Élysées in Paris. 1964 gab der Mailänder Kapellmeister Raffaele Monterosso eine moderne Luxusausgabe der Partitur heraus, die er für Bühnenaufführungen an der Mailänder Scala und in Paris eingerichtet und auch auf Schallplatte eingespielt hatte. 1995 zeigte das Teatro Filarmonico in Verona eine Inszenierung des Regisseurs Pierluigi Pier’Alli (Dirigent: Alan Curtis). Eine Inszenierung von Jakob Peters-Messer unter der Leitung des Fagottisten Sergio Azzolini wurde 2004 und 2005 in Potsdam und Bayreuth gespielt. Ebenfalls 2004 gab es konzertante Aufführungen des Dirigenten Jean-Christophe Spinosi beim Festival von Ambronay und im Théâtre des Champs-Élysées. 2008 führte Spinosi die Oper in Wien, Brüssel, Oviedo, Madrid, Valladolid, Paris und Toulouse auf. Andrea Marcon dirigierte 2015 eine konzertante Aufführung im Concertgebouw Amsterdam, die vom niederländischen Fernsehen übertragen wurde. Die Innsbrucker Festwochen der Alten Musik zeigten La fida ninfa 2023 in einer Inszenierung von François de Carpentries unter der musikalischen Leitung von Chiara Cattani.

## Aufnahmen
- 1958 – Angelo Ephrikian (Dirigent), Orchestre du Palais Pitti de Florence.
 Dora Gatta (Licori), Nicola Monti.
 Live aus Brüssel.
 Rivo Alto (2 CDs).[10]
- 1962 – Raffaello Monterosso (Dirigent), Orchestra da Camera di Milano.
 Rena Gary Falachi (Licori), Mafalda Masini (Elpina), Alfredo Giacomotti (Oralto und Eolo), Carmen Repetto (Morasto), Wiktoria Calma (Osmino und Giunone), Antonio Constantino (Narete).
 Studioaufnahme; gekürzt.
 Dynamic CD: CDS 145/2, VOX LP: SVBX 5210.[15]:22150
- 16.–22. Juni 1978 – Vittorio Negri (Dirigent), Nouvel Orchestre Philharmonique de Radio France.
 Peggy Bouveret (Licori), Jane Berbié (Elpina), Philippe Huttenlocher (Oralto), Isabel Garcisanz (Morasto), Anita Terzian (Osmino), Bruce Brewer (Narete), Sonia Nigoghossian (Giunone), Michel Piquemal (Eolo).
 Studioaufnahme.
 Open Reel tape – mr. tape 3498.[15]:22151
- 20. Juni 2004 – Sergio Azzolini (Dirigent), Jakob Peters-Messer (Inszenierung), Kammerakademie Potsdam.
 Anna Maria Panzarella (Licori), Sylvie Althaparro (Elpina), Fulvio Bettini (Oralto und Eolo), Jacek Laszczkowski (Morasto), Max Emanuel Cenčić (Osmino), Hans Jörg Mammel (Narete), Katharina Blaschke (Giunone, Schauspielerin).
 Live aus Potsdam; gekürzt.
 Übertragung im DeutschlandRadio Berlin.[15]:22153
- 9. Oktober 2004 – Jean-Christophe Spinosi (Dirigent), Ensemble Matheus.
 Ann Hallenberg (Licori), Marie-Nicole Lemieux (Elpina und Giunone), Lorenzo Regazzo (Oralto und Eolo), Alexandrina Pendechanska (Morasto), Philippe Jaroussky (Osmino), José Montero (Narete).
 Live, konzertant aus der Abtei Ambronay.
 Premiere Opera 1700-2 (2 CDs).[15]:22154
- 18. Oktober 2004 – Jean-Christophe Spinosi (Dirigent), Ensemble Matheus.
 Ann Hallenberg (Licori), Marie-Nicole Lemieux (Elpina und Giunone), Lorenzo Regazzo (Oralto und Eolo), Veronica Cangemi (Morasto), Philippe Jaroussky (Osmino), Jeremy Ovenden (Narete).
 Live, konzertant aus dem Théâtre des Champs-Élysées in Paris.[15]:22152
- April und Mai 2008 – Jean-Christophe Spinosi (Dirigent), Ensemble Matheus.
 Sandrine Piau (Licori), Marie-Nicole Lemieux (Elpina), Lorenzo Regazzo (Oralto), Verónica Cangemi (Morasto), Philippe Jaroussky (Osmino), Topi Lehtipuu (Narete), Sara Mingardo (Giunone), Christian Senn (Eolo).
 Studioaufnahme aus der Église Notre-Dame du Liban, Paris.
 Naïve OP 30410, Opere teatrali vol. 11, Tesori del piemonte vol. 39.[16]
- 18. April 2015 – Andrea Marcon (Dirigent), La Cetra Barockorchester Basel.
 María Espada (Licori), Franziska Gottwald (Elpina), Luca Tittoto (Oralto), Roberta Invernizzi (Morasto), Carlos Mena (Osmino), Topi Lehtipuu (Narete), Romina Basso (Giunone), Ismael Arróniz (Eolo).
 Video; live, konzertant aus dem Concertgebouw Amsterdam.
 Übertragung von NPO Klassiek, Videostream auf YouTube.[12][13]
- August 2023 – Chiara Cattani (Dirigentin), Barockorchester:Jung.
 Chelsea Zurflüh (Licori), Eline Welle (Elpina), Yevhen Rakhmanin (Oralto), Vojtech Pelka (Morasto), Nicolò Balducci (Osmino), Kieran White (Narete).
 Live, konzertant aus den Kammerspielen des Hauses der Musik in Innsbruck im Rahmen der Innsbrucker Festwochen der Alten Musik; gekürzt.
 Übertragung im Radio Ö1.[17]

## Digitalisate
- La fida ninfa, RV 714: Noten und Audiodateien im International Music Score Library Project
- La fida ninfa. Libretto (italienisch), Verona 1732. Digitalisat des Museo internazionale e biblioteca della musica di Bologna
- Die treue Schäferin Licoris. Libretto (deutsch), Leipzig 1734. Digitalisat der Staats- und Universitätsbibliothek Hamburg. Übersetzung von Jacob von Staehlin
- Il giorno felice. Libretto (italienisch/deutsch), Wien 1737. Digitalisat der Biblioteca Nazionale Braidense